# Différentes Saisons
Différentes Saisons (titre original : Different Seasons) est un recueil de quatre romans courts de Stephen King publié en 1982. Les trois premiers récits de ce recueil, qui ont tous les trois été adaptés au cinéma, ne comportent aucun élément relevant du fantastique et marquent la première incursion de King en dehors de son genre de prédilection (si l'on excepte ses romans écrits sous le pseudonyme de Richard Bachman). Le quatrième récit, La Méthode respiratoire, a pour sa part remporté le prix British Fantasy de la meilleure nouvelle en 1983. 

## Contenu
- Rita Hayworth et la Rédemption de Shawshank, 1986 ((en) Rita Hayworth and Shawshank Redemption, 1982)
- Un élève doué, 1986 ((en) Apt Pupil, 1982)
- Le Corps, 1986 ((en) The Body, 1982)
- La Méthode respiratoire, 1986 ((en) The Breathing Method, 1982)

## Résumés

### Rita Hayworth et la Rédemption de Shawshank
En 1948, Andy Dufresne, un jeune banquier prometteur, est emprisonné à la prison d'État de Shawshank, pour le meurtre de sa femme et de l'amant de celle-ci, malgré ses protestations d'innocence. Il connaît des débuts très difficiles, étant régulièrement harcelé et agressé sexuellement par un trio de prisonniers qui s'en prennent aux nouveaux venus, mais sa situation s'améliore vite quand il se rend indispensable à l'administration de la prison par ses connaissances en matière de fiscalité. Il demande à Red, un détenu qui fournit aux autres divers produits de contrebande, de lui trouver une affiche de Rita Hayworth (qui sera remplacée par des affiches d'autres actrices au cours des années) et un petit casse-pierres de géologue pour se livrer à son passe-temps, la sculpture sur pierre. Red et Andy, à qui a été confié la responsabilité de la bibliothèque de la prison, se lient d'amitié au fil des années

### Un élève doué
Le jeune et brillant Todd Bowden, treize ans, reconnaît par hasard un ancien criminel de guerre nazi nommé Kurt Dussander en la personne d'un vieil homme à l'air inoffensif qui se fait appeler Arthur Denkker. Fasciné par cette période de l'histoire, Todd commence à faire chanter Dussander, lui demandant de lui raconter ses expériences en tant que responsable d'un camp de concentration. Le vieillard et l'adolescent nouent ainsi une étrange relation qui les fait vite dépendre tous deux l'un de l'autre mais anime aussi chez le garçon (et ranime chez Dussander) des pulsions violentes. Les notes de Todd commencent à chuter et Dussander se fait passer pour son grand-père auprès du conseiller scolaire, Ed French, afin que les parents de Todd ne soient pas informés. Peu après, Todd et Dussander commencent, chacun de leur côté, à tuer des sans-abris afin d'assouvir leurs pulsions.

### Le Corps
Castle Rock, 1960. Gordon LaChance, douze ans, et ses trois meilleurs amis, Chris Chambers, Vern Tessio et Teddy Duchamp, profitent des derniers jours des vacances d'été, et apprennent (grâce à une conversation surprise par Vern entre son grand frère et un ami à lui) que le corps d'un garçon disparu se trouverait le long de la voie ferrée à plusieurs dizaines de kilomètres de la ville. Ils décident donc de partir à la recherche du cadavre, faisant croire à leurs parents respectifs, avec qui ils ont tous des problèmes d'ordres divers, qu'ils campent tous chez Vern. Suivant les rails de la voie ferrée, ils commencent un périple de deux jours, émaillé de plusieurs incidents, certains comiques et d'autres plus dangereux, à la suite duquel ils vont définitivement sortir de l'enfance.

### La Méthode respiratoire
Le docteur Emlyn McCarron fait partie d'un mystérieux club new-yorkais dont les membres aiment se raconter des histoires souvent macabres. McCarron raconte comment, alors qu'il était un jeune médecin dans les années 1930, une jeune femme du nom de Sandra Stansfield lui a demandé de suivre sa grossesse alors qu'elle est mère célibataire, situation extrêmement mal vue à l'époque. McCarron, qui s'est attachée à la jeune femme et admire sa détermination, lui apprend notamment une méthode respiratoire à utiliser à travers les différents stades de sa grossesse.

## Genèse du livre
Le plus ancien des quatre récits qui composent le recueil est Le Corps, qui a été écrit par King alors que celui-ci venait juste de terminer Salem. Un élève doué a été écrit en quinze jours juste après Shining ; Rita Hayworth et la Rédemption de Shawshank après Dead Zone ; et La Méthode respiratoire après Charlie. Mais ces quatre récits étaient difficiles à publier car ils étaient trop longs pour une nouvelle et trop courts pour un roman. Il a fini par proposer à son éditeur de les publier toutes les quatre dans un recueil et celui-ci, malgré ses doutes quand il a appris que ces récits ne comportaient pas d'éléments surnaturels, a accepté quand King lui a révélé que la dernière histoire pouvait être assimilée à de l'horreur.  

## Accueil et distinctions
Le recueil est resté trente-deux semaines (dont trois à la première place) sur la New York Times Best Seller list, y apparaissant le 8 août 1982. Le Publishers Weekly le classe à la septième place des meilleures ventes de livres de fiction aux États-Unis en 1982.
Différentes Saisons apparaît comme la réponse de King aux critiques qui l'ont catalogué comme un simple auteur d'histoires d'horreur n'étant pas dignes d'être analysées. Les trois premiers récits du recueil ont donc été une surprise pour beaucoup, démontrant qu'il pouvait écrire une poignante histoire d'amitié entre deux prisonniers, une descente morale aux enfers assez malsaine, et une douce et nostalgique évocation autobiographique du monde de l'enfance. Barbara Bannon, de Publishers Weekly, estime que ces récits se démarquent de ses précédentes publications et font partie de ses meilleures œuvres. Thomas Gifford, du Washington Post, note que la prose familière de King et ses références à la pop culture pourraient irriter mais sont au contraire une source de réjouissance car King est un « artefact » de la culture populaire : à travers la simplicité de sa prose, il réunit toutes les qualités du conteur traditionnel. Algis Budrys, du Magazine of Fantasy & Science Fiction, trouve que c'est un excellent recueil, particulièrement les récits Le Corps et Un élève doué, deux « réussites imposantes », estimant que Rita Hayworth et la Rédemption de Shawshank est plus intéressant en tant que documentaire sans concessions de l'univers carcéral et que La Méthode respiratoire imite le style de Roald Dahl. Et Christopher Lehmann-Haupt, du New York Times, compare le livre à un rite de passage de l'auteur pour sortir du genre dans lequel il était confiné. Il juge que sa prose est parfois maladroite mais qu'il ne manque pas de renvoyer le lecteur à ses propres hantises.    
En 1983, Différentes Saisons a été nommé au prix World Fantasy du meilleur recueil de nouvelles et au prix Locus du meilleur recueil de nouvelles, terminant à la quatrième place. La même année, La Méthode respiratoire a remporté le prix British Fantasy dans la catégorie de la meilleure nouvelle (où Un élève doué avait également été nommé) et a été nommé au prix World Fantasy du meilleur roman court et au prix Locus du meilleur roman court, terminant à la huitième place.

## Liens avec d'autres œuvres de Stephen King
Le personnage d'Ace Merrill, dans Le Corps, réapparaît dans le roman Bazaar, où il tient un rôle important. Au chapitre 11 de cette même nouvelle, le chien Cujo est cité. On retrouve enfin le club new-yorkais de La Méthode respiratoire servant de cadre à une histoire du recueil Brume intitulée L'Homme qui refusait de serrer la main.

## Adaptations
Le Corps a été adapté au cinéma, sous le titre de Stand by Me, par Rob Reiner en 1986 ; Rita Hayworth et la Rédemption de Shawshank, sous le titre Les Évadés, par Frank Darabont en 1994 (avec Tim Robbins dans le rôle d'Andy Dufresne et Morgan Freeman dans celui de Red) ; et Un élève doué, sous le même titre, par Bryan Singer en 1998 (avec Ian McKellen dans le rôle de Kurt Dussander).